# Església de Santa Llocaia

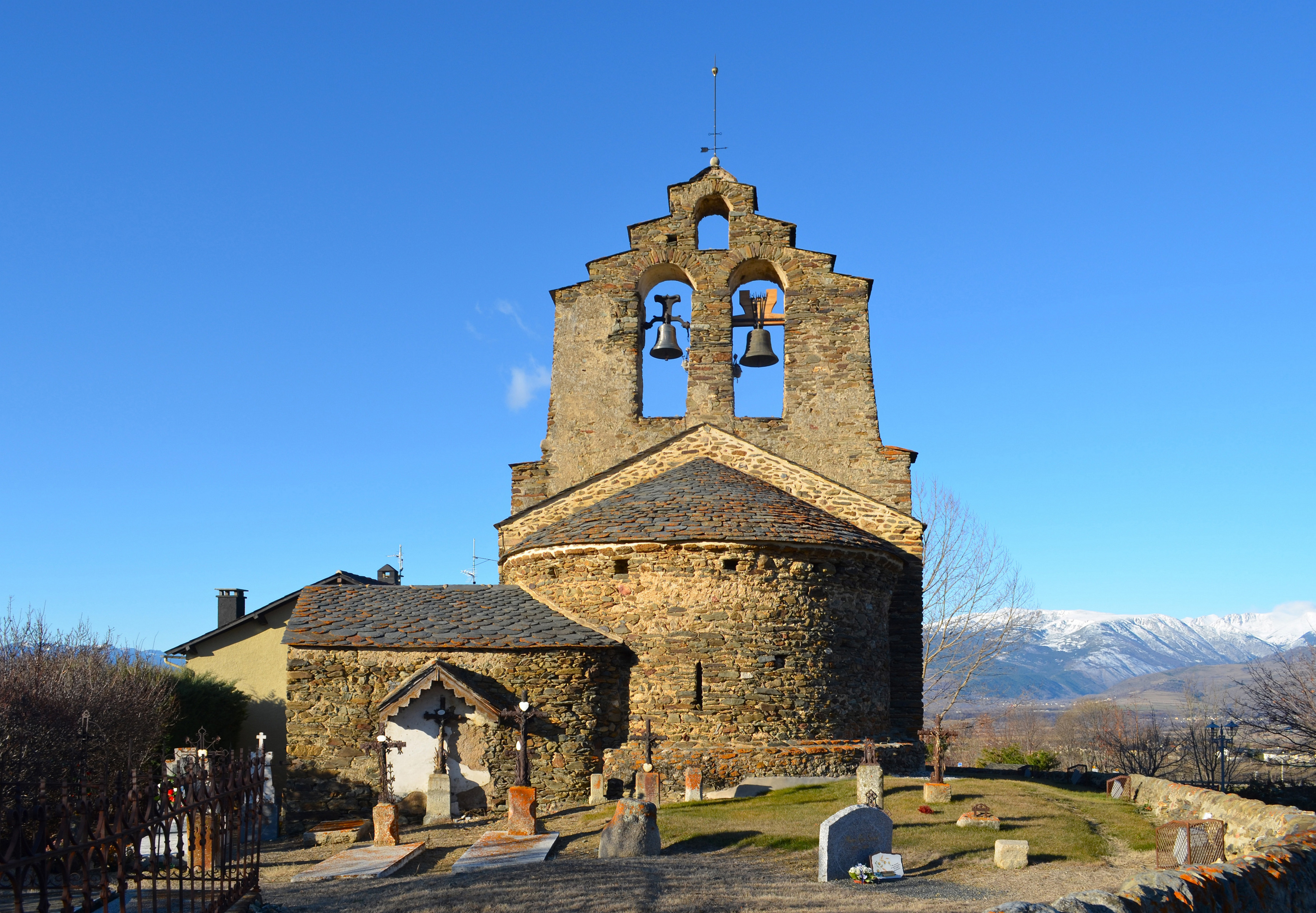
Santa Llocaia vista des de l'absis

L'església de Santa Llocaia és un temple romànic del segle xi situat a la vila cerdana de Santa Llocaia, a la Catalunya del Nord.

## Santa Llocaia, patrona
El patronatge, conegut ja des del 1034, de Santa Llocaia a aquesta vila és, fins a cert punt, xocant. La santa va morir martiritzada a Toledo el segle iv, però la ciutat castellana no va ser conquerida als musulmans fins al 1085. Això evidencia un curiós lligam entre el centre de la península i aquest poble perdut en el Pirineu. Potser per la mateixa raó, els atributs que la santa presenta en la seva versió toledana (la corona del martiri i la creu, símbol del miracle que se li atribueix) són diferents ací: la corona del martiri, igualment, i -en una versió única en la iconografia de santa Llocaia- un llibre.

## L'església
El temple revela la seva llarga història amb tota una varietat d'estils artístics. El primer romànic apareix amb la porta meridional (actualment tapiada), ornada amb un doble arc de dovelles. Però les successives modificacions, com l'aixecament d'un campanar, l'obertura de la porta oest, la maldestra instal·lació de la sagristia, els retocs a les parets per encabir-hi els retaules i finalment la construcció d'un cor elevat han desfigurat la construcció romànica inicial.
Les obres artístiques conservades, encara que antigues, ja són força posteriors. En primer lloc, el retaule de la Mare de Déu, obra del 1576 del tolosà Antoine Peytavi. D'uns anys després, el 1607, és el retaule dels sants Joans, una mostra de l'estil renaixentista. Una escultura central de sant Joan Baptista és envoltada per diverses pintures: una el mostra en la infantesa jugant amb el seu cosí Jesús sota l'atenta mirada de la Sagrada Família; una altra el representa asceta del desert batejant Jesús. Una altra imatge és de sant Joan Evangelista, patint el martiri de l'oli bullent. A la predel·la es pot veure sant Ramon de Penyafort unint Sóller i Barcelona amb la capa fent de barca i el bastó de màstil; sorprenentment, el sant penedesenc havia estat canonitzat el 1601, només sis anys abans d'aquest retaule.
El retaule de l'altar major és d'estil barroc. Un incendi a mitjans del segle XX feu se'l reconstruís variant l'ordre de les imatges preexistents, i en l'actualitat mostra en la part de dalt Déu Pare dessobre d'una marededéu dempeus amb les mans unides; per dessota, un rengle amb les imatges -d'esquerra a dreta- de sant Josep, santa Llocaia i l'àngel guardià.
Un nou estil artístic, aquest del segle xviii, és el rococó del retaule de l'àngel guardià, que en l'actualitat ocupa la imatge de sant Francesc Xavier que hom llevà de l'altar major després de l'incendi esmentat. També hi és representada la Verge dels Dolors, tan vinculada a l'art de la contra-reforma.
El segle xix no és molt prolífic en l'art sagrat cerdà, però també és representat a Santa Llocaia, que conserva els retaules de Sant Sebastià, datat el 1805 i el de Sant Mateu, del 1850. A la part posterior de l'església, un banc de fusta del 1851 encara porta les inicials del donant, Mateu Riu.
El cor està decorat amb una curiosa rodella de campanetes, un instrument musical conservat únicament a Catalunya, de nou campanetes. Es fa sonar en el Glòria i el Credo de les grans festes, i també subratlla el repic de les campanes tocant a Glòria el Dissabte Sant. La rodella, de fusta i creuada per quatre barrots, fa 62 cm de diàmetre i té 6,8 cm de gruix; i el centre, en forma de roda de carretó, és octogonal amb costats de 9 cm. Pintada de vermell i amb dibuixos de gossos, hom hi ha volgut veure una referència a la família Cadell, tan vinculada als Pirineus catalans.